# Dime (canção de Beth)
"Dime" (em português: "Diz-me") foi a canção que representou a Espanha no Festival Eurovisão da Canção 2003 que teve lugar em Riga, Letónia, em 25 de maio desse ano.
A referida canção foi interpretada em castelhano por Beth. Foi a décima-segunda canção a ser interpretada na noite do festival, a seguir à canção da Rússia "Ne Ver', Ne Boysia", interpretada pela banda t.A.T.u. e antes da canção de Israel "Words for Love (Milim la'ahava)". Terminou em oitavo lugar, tendo recebido um total de 81 pontos.  No ano seguinte, a Espanha foi representada por Ramón que interpretou o tema "Para llenarme de ti".

## Autores
- Letrista: Jesús María Pérez,
Amaya Martínez
- Compositor: Jesús María Pérez,
Amaya Martínez

## Letra
A canção é um número de uptempo, com Beth querendo de volta um seu antigo amante. Pede-lhe que volte para ele, para os dois começarem uma nova relação, desta feita sem mentiras. 

## Top de vendas
| Ano (2003)               | Posição máxima |
| ------------------------ | -------------- |
| Spanish Singles Chart    | 1              |
| Los 40 Principales Spain | 1              |

## Outras versões
Beth lançou uma versão alternativa com uma orquestração ligeiramente diferente, com 2:59.